# Irati (Paraná)
Irati ist ein brasilianisches Munizip im Süden des Bundesstaats Paraná. Es hatte 2021 geschätzt 61.439 Einwohner, die sich Iratienser nennen. Seine Fläche beträgt 1.000 km². Es liegt 835 Meter über dem Meeresspiegel.

## Etymologie
Der Name kommt aus dem Tupi. Er bedeutet Honigfluss (ira = Honig und ty = Fluss). Dieser Name wurde von den ersten Siedlern schon um 1829 gewählt.

## Geschichte

### Indigene Bevölkerung
Die Gegend von Irati wurde von Kaingang-Indianern bewohnt.

### Besiedlung
Die ersten Europäer kamen um 1829, es waren Pacífico de Souza Borges und Cipriano Francisco Ferraz. Sie lebten dort, wo heute Teixeira Soares liegt. Sie brauchten zwei Wochen, um den Ort kennenzulernen und kehrten dann allerdings zurück.
Bis zum Krieg mit Paraguay lag das Gebiet weitestgehend brach. Bald nach der Kriegserklärung wurde 1865 die Rekrutierung der Nationalgarde und der Kampftruppen angeordnet. Mehrere Familien, die befürchteten, von der Einberufung betroffen zu sein, flüchteten in den Sertão. Es entstand ein kleines Dorf, das den Namen Covàzinho oder Covalzinho erhielt. Die ersten Familien, die in Irati lebten, stammten aus Palmeira, Imbituva, Lapa, Itaicoca (Ortsteil von Ponta Grossa), Assungui (heute Cerro Azul), Campo Largo und Curitiba.

### Eisenbahn
Irati hat seinen Ursprung im Dorf Covalzinho. In den 1890er Jahren, als die Gleise der Eisenbahnlinie São Paulo–Rio Grande do Sul durch das Dorf geplant wurden, wurde dort ein Bahnhof vorgesehen. Seine feierliche Einweihung war am 1. Januar 1900. Er erhielt den Namen Iraty. Dadurch konnte das Dorf wachsen und an Bedeutung gewinnen.
Im Jahr 1899 hatten Oberst Francisco de Paula Pires und Emílio Batista Gomes ein großes Stück Land in der Gegend erworben. Sie ließen sich im Urwald nieder, um den Grundstein für die zukünftige Stadt Irati zu setzen. Damals gehörte die Region zum Gebiet von Imbituva. Ihr erstes Vorhaben war das Dorf São João bzw. heute Irati Velho (Alt-Irati) an einem hochgelegenen, ebenen, malerischen und angenehmen Ort. Das Projekt war mit der Hoffnung verbunden, in Zukunft von der Eisenbahnlinie São Paulo–Rio Grande bedient zu werden. Tatsächlich verlief die Trassenführung schließlich abseits vom Dorf an den Hügeln entlang nach Covalzinho, wo dann die Eisenbahn- und Telegrafenstation eingerichtet wurde.

### Stadtwerdung
Ursprünglich war die Stadt ein Distrikt von Imbituva, und die Einwohner mussten umständliche Wege gehen, um Rechtsfragen zu klären und Steuern zu zahlen. Das änderte sich 1907 mit der Erhebung des Ortes zur Vila mit eigener Präfektur. Diese erhielt zunächst ein Gebäude aus Holz. 1927 wurde das heute noch bestehende Gebäude in Mauerwerk gebaut.
Ab 1909 kamen in verschiedenen Einwanderungsperioden mehrere Wellen holländischer, ukrainischer, deutscher, italienischer und polnischer Einwanderer in die Stadt.

### Erhebung zum Munizip
Irati wurde durch das Staatsgesetz Nr. 716 vom 2. April 1907 aus Santo Antônio de Imbituva ausgegliedert und in den Rang einer Vila (heute: Munizip) erhoben. Es wurde am 15. Juni 1907 als Vila installiert.

## Geografie

### Fläche und Lage
Irati liegt auf dem Segundo Planalto Paranaense (der Zweiten oder Ponta-Grossa-Hochebene von Paraná). Seine Fläche beträgt 1000 km². Es liegt auf einer Höhe von 835 Metern.

### Geologie und Böden
Die Gemeinde Irati liegt auf dem Sedimentbecken des Paraná. Sie hat ihren Namen einer geologischen Formation gegeben, der Irati-Formation, die aus dem oberen Perm stammt. Die Irati-Formation besteht aus hell- bis dunkelgrauen Schluffsteinen, Argilliten und schluffigen Schiefern, Ölschiefern, die sich örtlich mit cremefarbenen verkieselten Kalken und begrenzten konglomeratischen Schichten abwechseln.

### Vegetation
Das Biom von Irati ist Mata Atlântica.

### Klima
Das Klima ist gemäßigt warm. Es werden hohe Niederschlagsmengen verzeichnet (1430 mm pro Jahr). Die Klimaklassifikation nach Köppen und Geiger lautet Cfb. Im Jahresdurchschnitt liegt die Temperatur bei 18,0 °C.

### Gewässer
Irati liegt in den Einzugsgebieten von Iguaçu (41 %), Ivaí (36 %) und Tibají (22 %).
- Nach Süden zum Iguaçu fließt der Rio Potinga mit seinen Zuflüssen Preto, Riozinho, Mato Queimado, Imbituvinha, Taquari, Guamirim, Corrente, Campinas, Cachoeira und Caçador.
- Nach Nordwesten zum Ivaí fließen die Rios Valeiros, Linha B, Guabiroba, dos Patos, dos Cochos, dos Antonios, do Couro, Canhadão, das Antas, da Prata, do Cobre, da Areia, Caratuva, Bonito und Barreiro.
- Nach Nordosten wird das Gebiet nördlich der BR-277 zum Tibají entwässert

### Straßen
Irati liegt an der BR-277 zwischen Guarapuava im Westen und Campo Largo im Osten. Diese kreuzt sich mit der BR-153 zwischen União da Vitória und Jacarezinho im Norden. Über die PR-364 erreicht man Inácio Martins im Westen.

### Eisenbahn

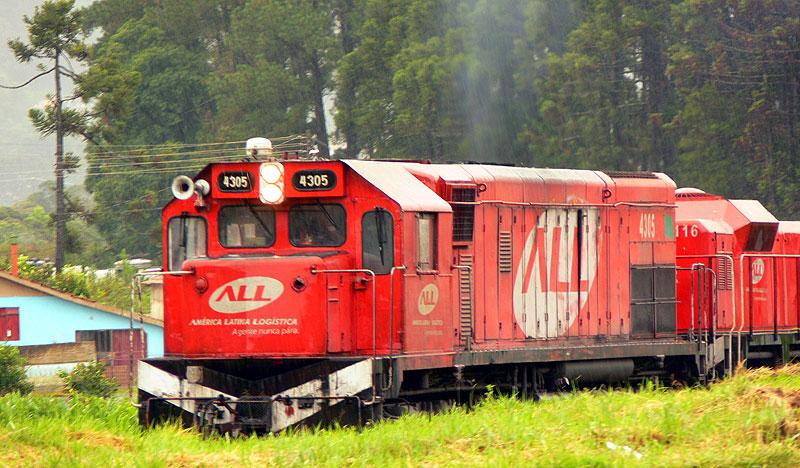
Zug der ALL in Irati, 2008

Irati wird von der Eisenbahnlinie von Guarapuava nach Ponta Grossa durchquert. Der erste Bahnhof wurde 1900 eröffnet. Das neue Gebäude von 1935 besteht noch heute und wird von der América Latina Logística (ALL) genutzt. Der Personenverkehr wurde 1983 eingestellt. Die Linie wird nur noch für den Transport von Kiefernholz, Getreide und Treibstoff betrieben. Sie hat in Guarapuava Anschluss an die Strecke der Estrada de Ferro Paraná Oeste nach Cascavel.

### Nachbarmunizipien
| Prudentópolis  | Imbituva                                    |                    |
| Inácio Martins | Kompassrose, die auf Nachbargemeinden zeigt | Fernandes Pinheiro |
|                | Rio Azul und Rebouças                       |                    |

## Stadtverwaltung
Bürgermeister: Jorge David Derbli Pinto, PSDB (2021–2024)
Vizebürgermeister: Ieda Regina Schimalesky Waydzik, PV (2021–2024)

## Demografie

### Bevölkerungsentwicklung
| Jahr | Einwohner | Stadt | Land |
| ---- | --------- | ----- | ---- |
| 1920 | 13.422    |       |      |
| 1940 | 23.074    | 24 %  | 76 % |
| 1950 | 25.491    | 31 %  | 69 % |
| 1960 | 30.817    | 46 %  | 54 % |
| 1970 | 36.471    | 43 %  | 57 % |
| 1980 | 42.228    | 54 %  | 46 % |
| 1991 | 47.854    | 65 %  | 35 % |
| 2000 | 52.352    | 75 %  | 25 % |
| 2010 | 56.207    | 80 %  | 20 % |
| 2021 | 61.439    |       |      |

Quelle: IBGE, bis 2010: Volkszählungen und für 2021: Schätzung

### Ethnische Zusammensetzung
| Gruppe * | 1991    | 2000    | 2010    | wer sich als …                                                                   |
| --- | ------- | ------- | ------- | -------------------------------------------------------------------------------- |
| Weiße | 88,5 %  | 90,3 %  | 81,4 %  | weiß bezeichnet                                                                  |
| Schwarze | 0,5 %   | 1,2 %   | 1,1 %   | schwarz bezeichnet                                                               |
| Gelbe | 0,1 %   | 0,1 %   | 0,4 %   | von fernöstlicher Herkunft wie japanisch, chinesisch, koreanisch etc. bezeichnet |
| Braune | 11,0 %  | 7,9 %   | 16,9 %  | braun oder als Mischung aus mehreren Gruppen bezeichnet                          |
| Indigene | 0,0 %   | 0,0 %   | 0,2 %   | Ureinwohner oder Indio bezeichnet                                                |
| ohne Angabe | 0,0 %   | 0,5 %   | 0,0 %   |                                                                                  |
| Gesamt | 100,0 % | 100,0 % | 100,0 % |                                                                                  |
| *) Das IBGE verwendet für Volkszählungen ausschließlich diese fünf Gruppen. Es verzichtet bewusst auf Erläuterungen. Die Zugehörigkeit wird vom Einwohner selbst festgelegt. |         |         |         |                                                                                  |

Quelle: IBGE (Stand: 1991, 2000 und 2010)

### Religionen

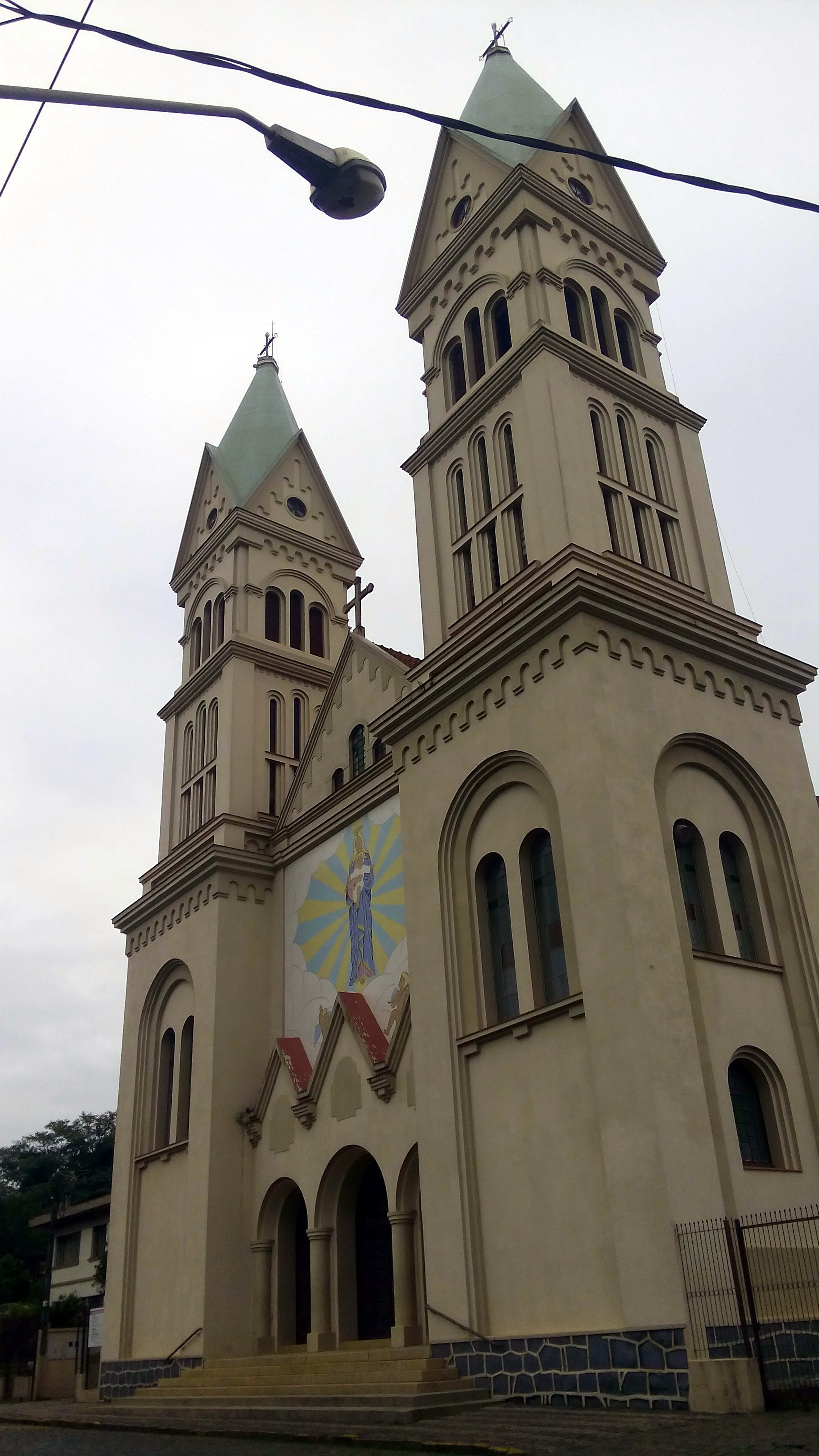
Nossa Senhora da Luz in Irati

Die Bevölkerung ist überwiegend katholisch. Unter den Evangelischen gehören die meisten der Pfingstbewegung an (8 % der Gesamtbevölkerung).
| Religionszugehörigkeit                    | Anzahl 2010 | Anzahl 2010 |
| ----------------------------------------- | ----------- | ----------- |
| katholisch                                | 48.294      | 86 %        |
| Pfingstbewegung                           | 4.306       | 8 %         |
| evangelisch (z. B. Lutheraner, Baptisten) | 2.528       | 4 %         |
| sonstige                                  | 312         | 1 %         |
| ohne                                      | 767         | 1 %         |
| Gesamt                                    | 56.207      | 100 %       |

## Kultur und Sehenswürdigkeiten

### Bauwerke Parks
- Nossa Senhora das Graças

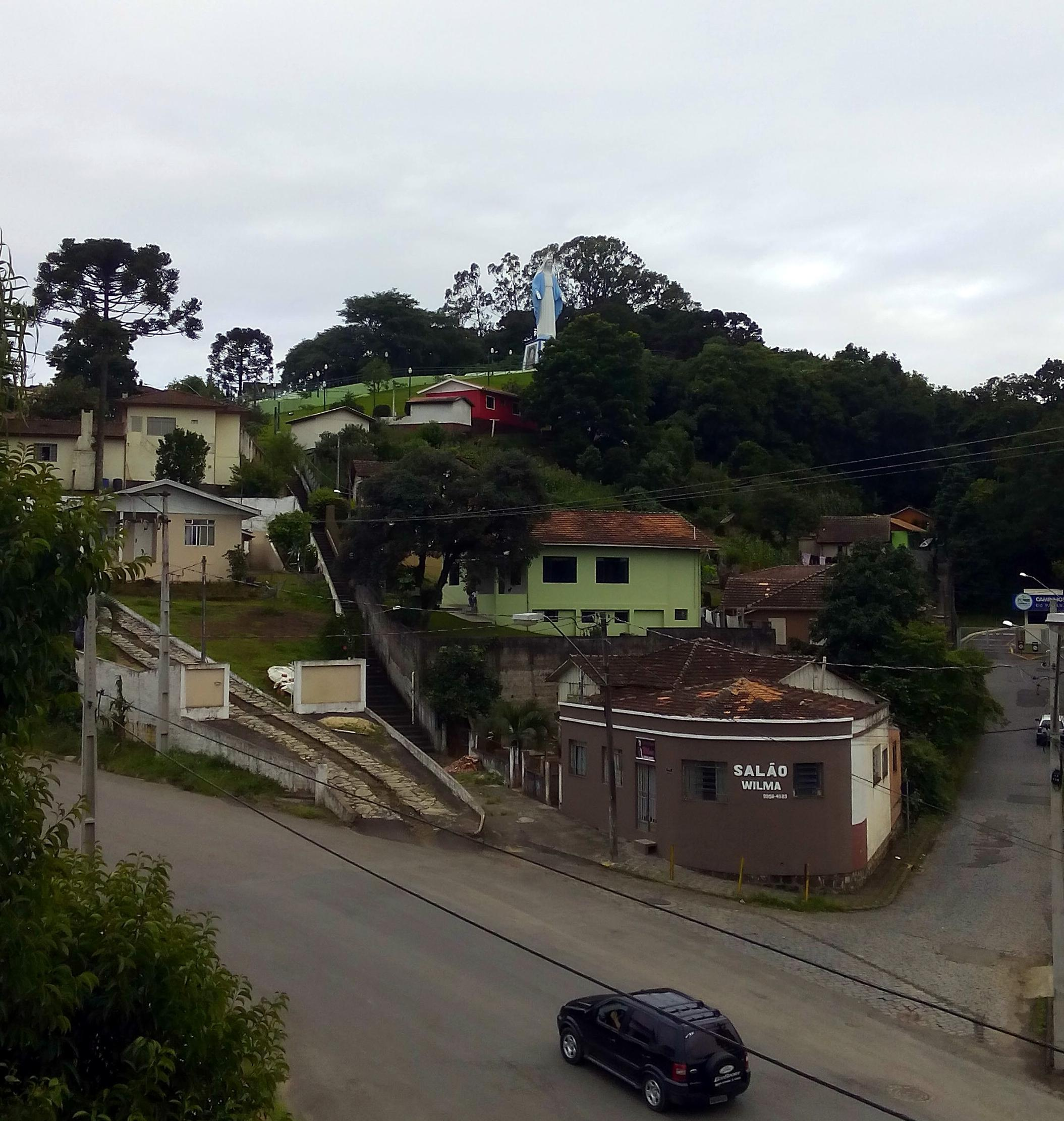
Marienstatue über Irati

Die Statue der Nossa Senhora das Graças ist mit einer Höhe von 22 Metern eine der größten der Welt. Mit dem Bau des Denkmals wurde 1957 anlässlich des 50-jährigen Bestehens der Stadt begonnen. An Festtagen und besonderen Tagen im katholischen Kalender werden in der Kapelle Messen und Novenen gefeiert. Die Anlage verfügt über einen Parkplatz, eine Kapelle, einen Souvenirladen und einen Aussichtspunkt mit Blick auf die Stadt und den Sonnenuntergang.
- Parque aquático

Der Wasserpark von Irati wurde 1989 auf einer Fläche von ca. 79.000 m² eingeweiht. Er verfügt über einen See mit Fischen und Enten, einen Ausstellungspavillon, der für die kulturellen Aktivitäten der Stadt genutzt wird, Sportplätze, eine Jogging-/Radstrecke, eine kleine Eisenbahn, eine Freiluftturnhalle und einen Kinderspielplatz.
- Casa da Cultura – Fundação Edgard & Egas Andrade Gomes

Die Casa da Cultura wird von der Stadtverwaltung von Irati unterhalten. Es war der alte Wohnsitz der Familie Gomes, der Mitte 1919 erbaut und 2004 der Stadt geschenkt wurde. Die Casa da Cultura bietet Wander- und Dauerausstellungen. Im unteren Teil befindet sich das Stadtmuseum von Irati mit einer umfangreichen Sammlung von Gegenständen, Fotos, Kleidungsstücken und Dokumenten, die die Geschichte der Stadt darstellen.
- Wasserfall Pinho de Baixo

Er liegt in der Siedlung Pinho de Baixo, 12 km vom Stadtzentrum entfernt. Es handelt sich um einen künstlichen Wasserfall mit einer Höhe von etwa 16 Metern und einem Badebereich. Er wurde von Copel angelegt, um Energie für Irati zu erzeugen.
- Wasserfall Itapará

Der Wasserfall in der Gemarkung Itapará wird vom Rio dos Patos umspült und ist etwa 10 m hoch.
- Museu Casa Dei Nonni

Das von der Landgemeinde Pinho de Baixo errichtete Museum zeigt die Geschichte der italienischen Einwanderer. Ausgestellt sind Fotos ansässiger Familien, typische Möbel, Kleidungsstücke, Accessoires und historische Gegenstände. Pinho de Baixo wird überwiegend von Nachkommen italienischer Einwanderer bewohnt. Bis heute werden die Sprache, der Gesang, der Tanz und viele ihrer Traditionen bewahrt.

### Kulinarische Spezialitäten
- Eines der traditionellen Gerichte der Stadt stammt aus der slawischen Küche: Piroggen, ein Gebäck aus Weizenmehl, Wasser, Salz und Eiern in Form eines Halbmondes, mit verschiedenen Füllungen wie Kartoffeln und Frischkäse.
- Typisch sind auch italienische Gerichte, insbesondere Polenta. In Familien italienischer Abstammung steht sie noch immer auf dem Tisch.
- Eine weitere Attraktion der lokalen Gastronomie ist das Lammfleisch in der Roulade, das mit speziellen Gewürzen zubereitet und über Holzkohlefeuer gebraten wird. Für das Gericht wird Fleisch von bis zu 12 Monate alten Lämmern verwendet.[1]

### Festivals, Feste
- Kreolisches Integrationsrodeo: Das kreolische Integrationsrodeo versammelt an den drei Veranstaltungstagen mehr als 50 000 Menschen. Es ist eines der größten kreolischen Rodeos in Paraná. Die Veranstaltung bietet zwei Wettbewerbsbereiche: den ländlichen Bereich, der mehr als 150 traditionalistische Vereine aus dem Süden Brasiliens anzieht, und vor allem einen Lasso-Wettbewerb, der als einer der besten des Landes gilt. Ein weiterer Wettkampf ist künstlerischer Natur. An ihm nehmen mehr als 30 traditionelle Gruppen aus mehreren Staaten Brasiliens teil.

- Pfirsichfest: An dem Fest, das zwischen November und Dezember stattfindet, nehmen etwa 15 Pfirsicherzeuger teil, die während der dreitägigen Veranstaltung rund 12 Tonnen Pfirsiche verkaufen. Dieses Festival zeigt die Schönheit, die Vielfalt und den Reichtum des Handwerks, der Folklore und der über Generationen hinweg gepflegten Traditionen. Parallel dazu gibt es Lammrollbraten, ein typisches Gericht von Irati.

- Salão de Negócios: Die Business Show bringt vor allem lokale und regionale Unternehmen zusammen. An der Geschmacksmesse nehmen Hersteller teil, die Produkte aus dem ländlichen Raum verkaufen, die einen Verarbeitungsprozess durchlaufen, wie z. B. Marmeladen, Konfitüren, Kekse, Brot und Kuchen. Es geht darum, das Potenzial des Unternehmertums in ländlichen Gebieten und die Möglichkeiten zur Schaffung alternativer Einkommensmöglichkeiten für kleine ländliche Erzeuger aufzuzeigen.

- Natal provopar: Die Provopar-Weihnacht mit ihrem Haus des Weihnachtsmannes verzaubert die Besucher aus Irati und seiner Umgebung durch die Fülle von Details und Attraktionen. Neben der Dekoration, der Beleuchtung und den weihnachtlichen Symbolen verfügt der Ort sogar über eine Schneesimulation, die eine magische Atmosphäre schafft. Gleichzeitig gibt es in der Straße der Bürgerschaft einen Essensbereich und eine Bühne, auf der Vorführungen und kulturelle Attraktionen geboten werden.[1]

## Wirtschaft
Die wesentlichen landwirtschaftlichen Erzeugnisse sind Mais, Bohnen, Soja, Tabak, Bauholz sowie Geflügel-, Schweine- und Rinderwirtschaft.

## Persönlichkeiten
- Odair Miguel Gonsalves dos Santos (* 1965), römisch-katholischer Ordensgeistlicher und Weihbischof in Porto Alegre